# 넬라 워커

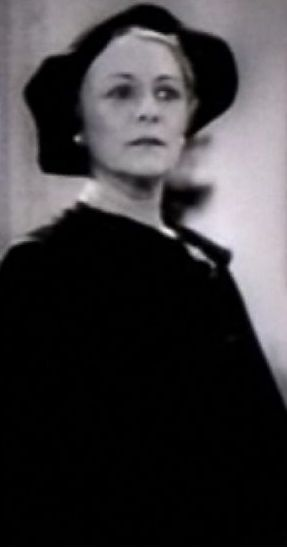

넬라 워커(Nella Walker, 1886년 3월 6일 ~ 1971년 3월 22일)는 미국의 연극 배우, 영화배우이다.
시카고에서 태어났으며 로스앤젤레스에서 사망하였다. 사인은 질병이다. 포리스트 론 메모리얼 파크에 매장되었다.

## 영화
- 사브리나 (1954년) - 모드 라라비 역
- 낸시 리오 가다 (1950년)
- 댓 하겐 걸 (1947년)
- 버라이어티 걸 (1947년)
- 디스 타임 포 킵스 (1947년)
- 언피니시드 댄스 (1947년)
- 보스톤에서 온 두 자매 (1946년)
- 허스 투 홀드 (1943년)
- 캐슬린 (1941년)
- 벅 프라이빗 (1941년)
- 맨파워 (1941년)
- 아이린 (1940년)
- 스워니 리버 (1939년)
- 쓰리 스마트 걸 그로우 업 (1939년)
- 웬 투마로우 컴스 (1939년)
- 파리의 분노 (1938년)
- 스텔라 달라스 (1937년)
- 캡틴 재뉴어리 (1936년)
- 쓰리 스마트 걸스 (1936년)
- 패션스 오브 1934 (1934년)
- 천국의 말썽 (1932년)
- 핫 에어리스 (1931년)
- 베가본드 러버 (1929년)